# دييغو تينوكو
دييجو تينوكو (بالإنجليزية: Diego Tinoco)‏، المولود في 25 نوفمبر 1997 في آناهايم، كاليفورنيا، هو ممثل أمريكي. اشتهر بلعب دور سيزار دياز في سلسلة نتفليكس في منطقتي (2018—2021).

## حياة
ولد دييغو في 25 نوفمبر 1997 في آناهايم، كاليفورنيا، لأب مكسيكي وأم كولومبية، ونشأ في كاليفورنيا، حيث أصبح مهتمًا بالتمثيل في سنوات دراسته الثانوية، في مدرسة إل سيغوندو الثانوية.
في سن الثامنة، انتقل إلى لوس أنجلوس مع والدته وإخوته وجدته. في المدرسة الثانوية، حضر دروس التمثيل في مدرسة فنون المسرح في سن المراهقة، حيث شارك في المسرحيات وتعلم أساسيات التمثيل.
بعد تخرجه من المدرسة الثانوية، التحق تينوكو جامعة كاليفورنيا الحكومية في لونغ بيتش، حيث تخرج بدرجة في الفنون الجميلة. خلال الفترة التي قضاها في الجامعة عمل على إنتاج مسرحي أعطاه الخبرة اللازمة لتطوير مسيرته التمثيلية.

## روابط خارجية
- دييغو تينوكو على موقع IMDb (الإنجليزية)
- دييغو تينوكو على موقع روتن توميتوز (الإنجليزية)
- دييغو تينوكو على موقع ألو سيني (الفرنسية)
- دييغو تينوكو على موقع قاعدة بيانات الفيلم (الإنجليزية)
- دييغو تينوكو على موقع كينوبويسك (الروسية)